# Bambú de ferro
El bambú de ferro (Ferrocalamus strictus) són del gènere Ferrocalamus de la família de lesPoàcies i de la subfamília dels bambusoides.
El bambú de ferro és una espècie de bambú de muntanya. El gènere Ferrocalamus és endèmic de les àrees del sud de Yunnan (Xina), de 900 a 1.200 m per sobre del nivell de mar.
El gènere Ferrocalamus de vegades és considerat un sinònim d'Indocalamus. No obstant això, el Ferrocalamus té més aspecte d'arbre mentre que l'Indocalamus és un arbust.